# Parc national du Grand Bois
Le parc national du Grand Bois était un parc national du département du sud, au sud-ouest de la république d'Haïti, créé le 23 septembre 2015. Le territoire du parc est, depuis 2019, racheté et géré par la fondation Haiti National Trust.

## Historique
Dans le souci de préserver un des derniers refuges primaires de la forêt haïtienne, le Parc national naturel du Grand Bois est créé sur décision gouvernementale, le 23 septembre 2015.
Le territoire du parc est vendu le 18 janvier 2019 à l'ONG Haiti National Trust en partenariat avec la Société Audubon Haïti. C'était alors une première en Haïti. Avec le soutien financier de l'Haïti National Trust, plus de 400 hectares dans la localité de Morne-Grand-Bois furent alors achetés par la Société Audubon Haïti. L'acquisition fut rendue possible par des dons exceptionnels de deux ONG américaines : Global Wildlife Conservation et Rainforest Trust.

Le président d'Haïti National Trust, Philippe Bayard, résume ainsi le but de l'acquisition: 

« Il s'agit d'une approche particulièrement efficace qui est nouvelle en Haïti et qui va permettre de stopper le processus de disparition progressive de nos forêts naturelles. (...) En plus d'acquérir des terres à des fins de conservation, nous souhaiterions aussi accompagner le gouvernement haïtien dans la gestion des aires protégées déjà établies sur les terres de l’État. »

En avril 2021, dans le cadre d'une subvention initiée en octobre 2020, l'organisation allemande Arbeiter-Samariter-Bund (ASB) soutient Haïti National Trust (HNT) dans ses actions de reforestation et de protection du PN du Grand Bois. Ce projet s'intéresse principalement aux zones forestières au-dessus de 1000 m d'altitude dans le Parc national et dans le village voisin de Sevré sur la rivière Tiburon. Ce travail de reforestation utilise des espèces endémiques de la région pour renforcer l'écosystème présent au cœur du parc.

## Géographie

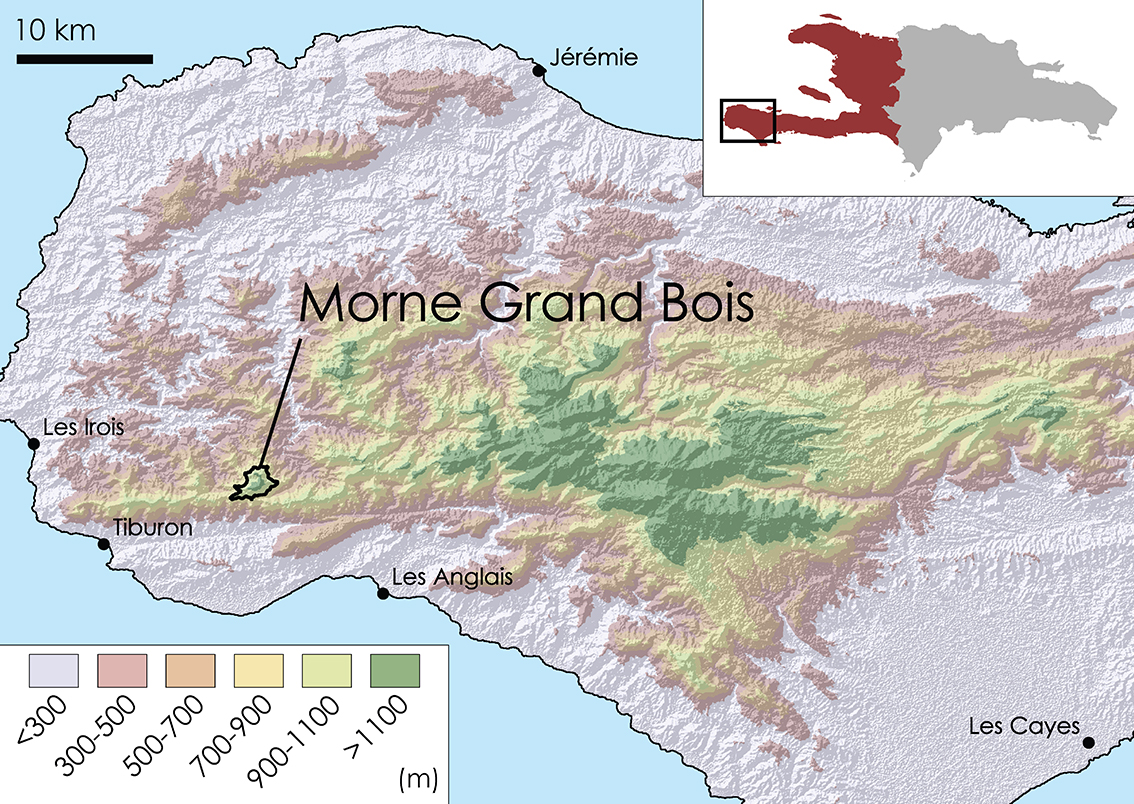
Délimitation topographique du parc naturel dans la région.

Le Morne Grand Bois (1262 m) est une montagne isolée en forme de cuvette, dans le sud-ouest d'Haïti. Elle est couverte d'une forêt tropicale primaire, rare en Haïti.
Environ la moitié de la zone située au-dessus de 1 000 mètres (207 hectares) est encore couverte de forêt.

## Biodiversité
Malgré sa taille modeste, le parc national du Grand Bois est l'un des hauts lieux de la biodiversité sur toute l'île d'Hispaniola. Il protège la forêt tropicale humide qui recouvre une partie du massif de la Hotte. De ce fait, la végétation est luxuriante et constitue une forêt orophile entourant le massif montagneux et préservant un des rares écosystèmes primaires du pays et des Antilles.
Grand Bois contient de nombreuses espèces endémiques d'Haïti. Parmi les 68 espèces de vertébrés, on compte deux espèces d'oiseaux menacées et au moins trois nouvelles espèces de grenouilles.
Dans la forêt se trouve également l'une des dernières populations de Magnolia ekmanii (particulièrement rare) et une espèce de grenouille en danger critique d'extinction (Eleutherodactylus semipalmatus) vivant dans les ruisseaux.
Ces plantes et animaux ainsi que d'autres de Grand Bois sont menacés en raison de la déforestation en cours depuis quelques décennies, cette disparition de l'habitat forestier modifie également le débit des cours d'eau et des sources, affectant l'habitat des espèces aquatiques et la potabilité de l'eau pour les humains.
19 espèces de grenouilles ont été recensées dans cette petite zone, en faisant une exception dans les Caraïbes.

### Galerie

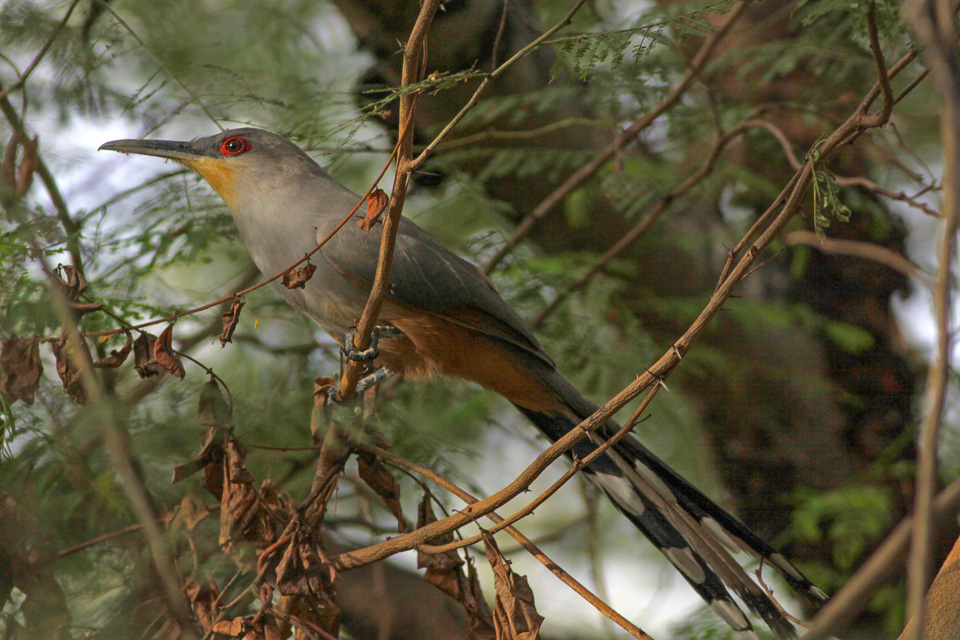
Coccyzus longirostris est une des espèces endémiques d'oiseaux de l'île d'Hispaniola, et plus particulièrement de la forêt vierge du Grand Bois (2009) ;
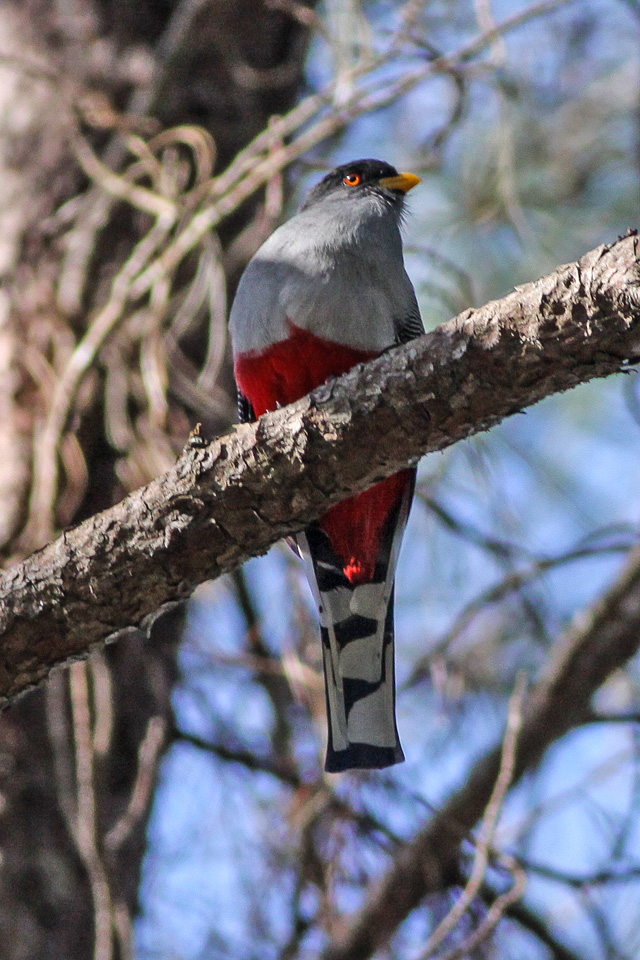
Priotelus roseigaster, autre oiseau endémique du parc (2009) ;
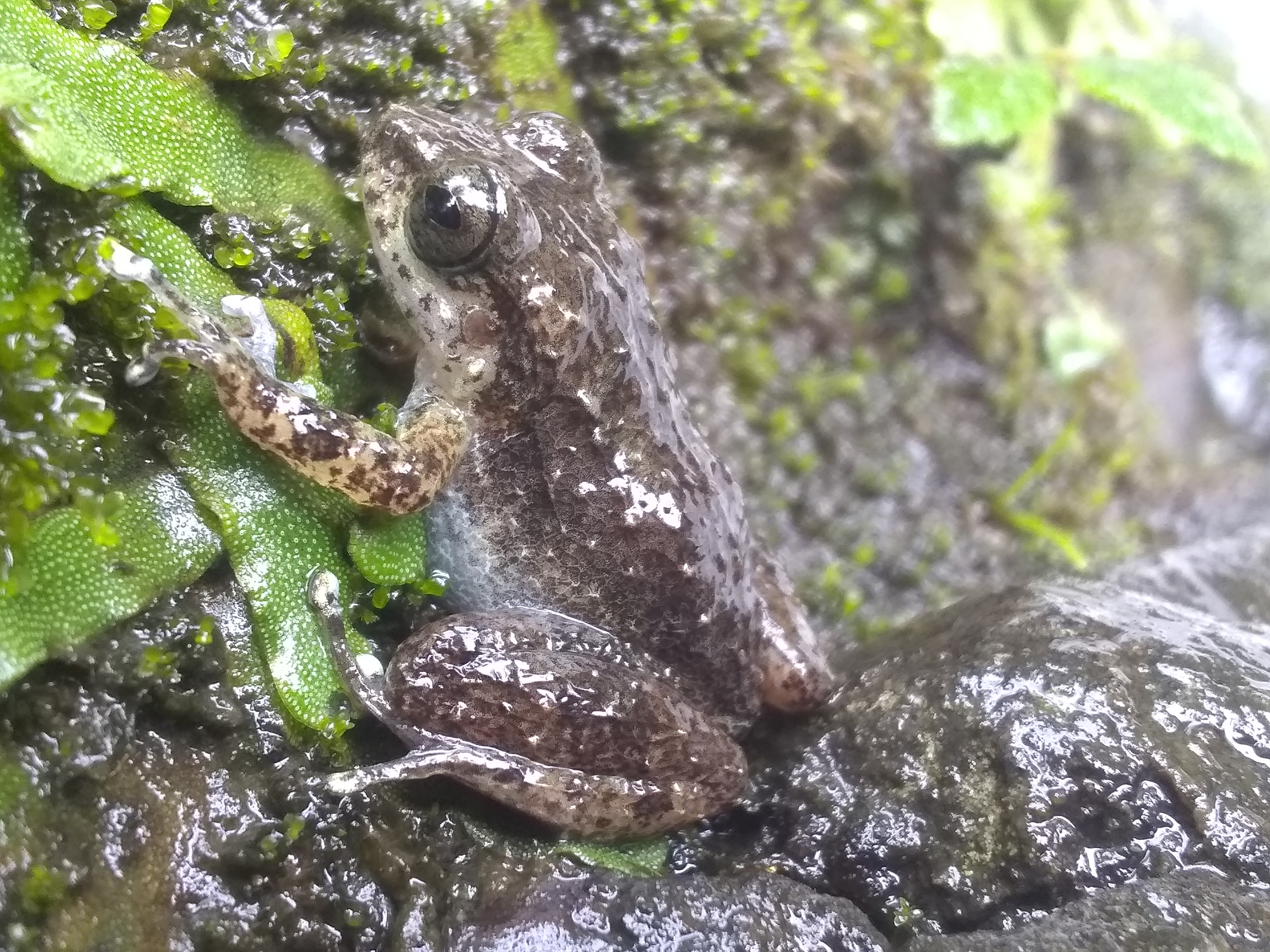
Eleutherodactylus semipalmatus apprécie les nombreux ruisseaux et sources de la forêt primaire haïtienne (2021) ;
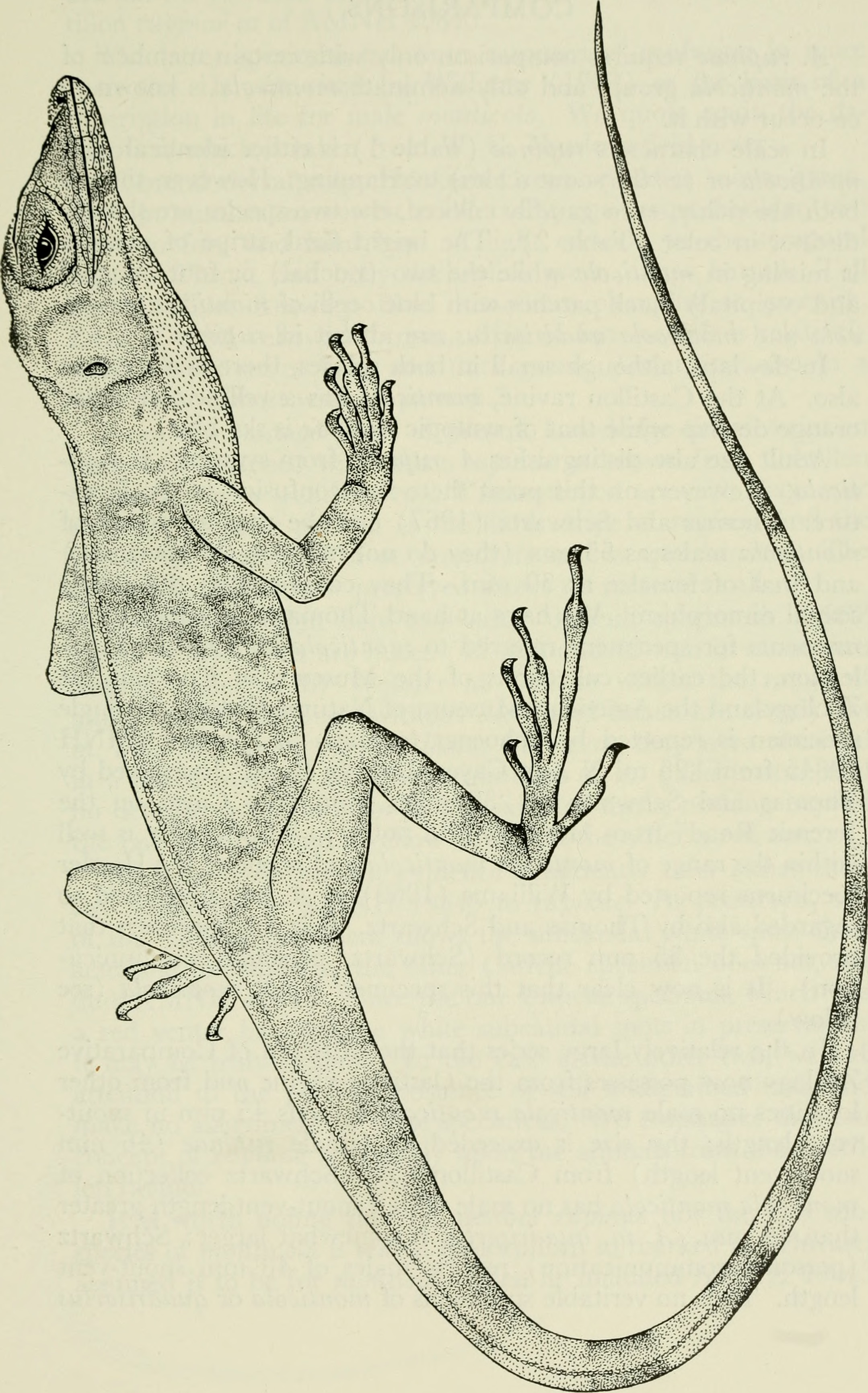
Anolis rupinae ...
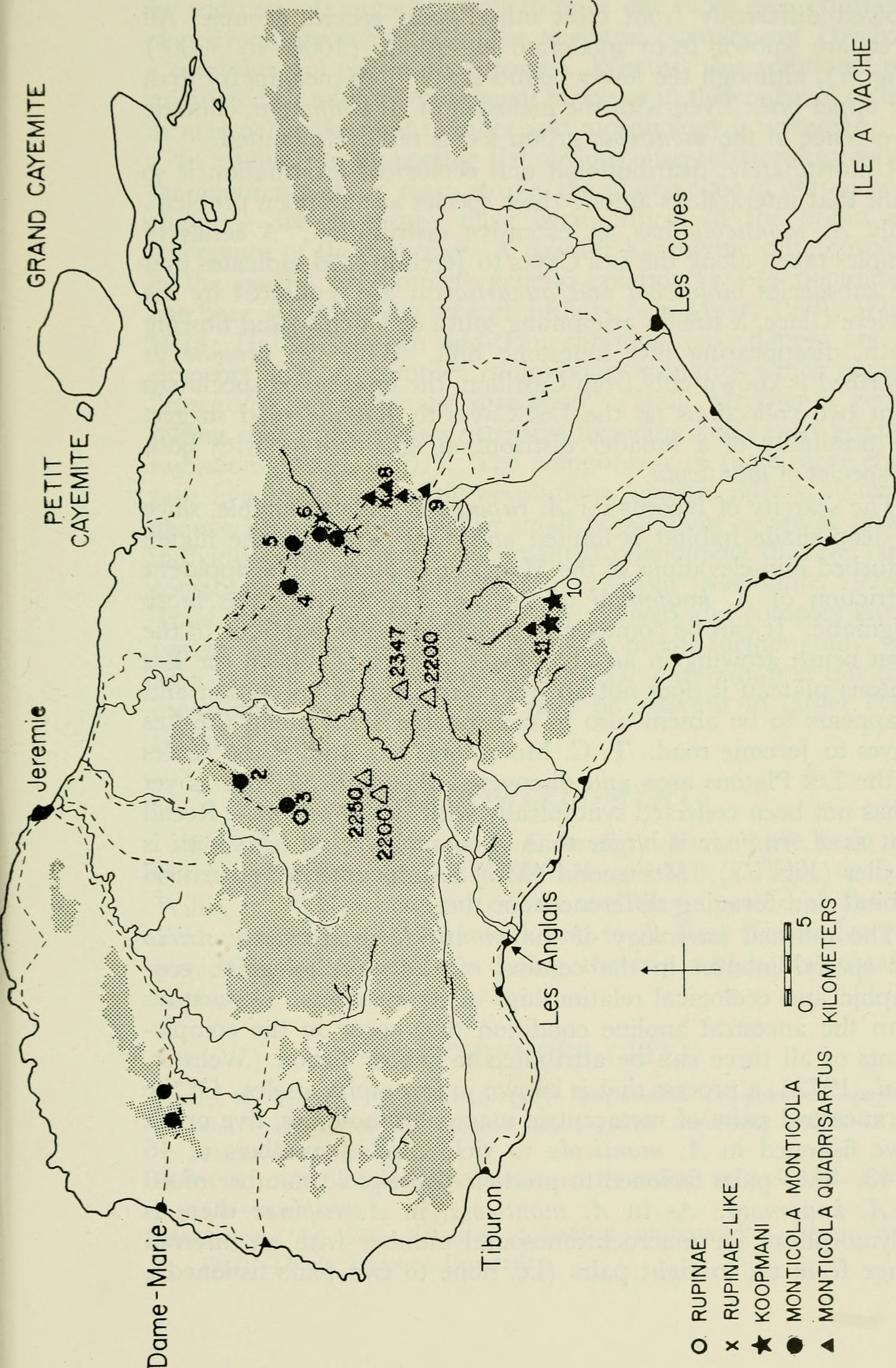
... et son aire de distribution dans les années 1970 ;